# Antonio Garrigues Díaz-Cañabate
Antonio Garrigues Díaz-Cañabate, i marqués de Garrigues (Madrid, 9 de enero de 1904 - id., 24 de febrero de 2004), fue un político (ministro de Justicia de 1975 a 1976), diplomático, abogado y notario español.

## Biografía
Hijo del abogado Joaquín Garrigues Martínez, y hermano del abogado y catedrático de Derecho Mercantil Joaquín Garrigues Díaz-Cañabate y del arquitecto Mariano Garrigues Díaz-Cañabate. Se casó con la ciudadana estadounidense Helen Annie Walker, natural de Des Moines (Iowa), hija del antiguo ingeniero jefe de ITT Corporation (propietaria entonces de Telefónica). Tuvieron nueve hijos: Isabel; Joaquín Garrigues Walker (1933-1980), empresario y político, ministro de Obras Públicas y Urbanismo de 1976 a 1979; el abogado Antonio Garrigues Walker; Juan; Ana; José Miguel; Elena; Gonzalo y María.
Durante la Segunda República Antonio Garrigues Díaz-Cañabate fue director general de los Registros y del Notariado del Ministerio de Justicia en 1931, con Fernando de los Ríos de ministro. Católico militante, junto con José Bergamín y Eugenio Imaz participó en la creación de la revista Cruz y Raya. Permaneció en Madrid durante la Guerra Civil, colaborando con la Quinta Columna. Gracias a estar casado con una estadounidense gozó de amplia inmunidad, ya que en su casa ondeaba la bandera de EE. UU., y así pudo utilizar su casa como refugio transitorio de personas perseguidas en el Madrid republicano durante la guerra.
Durante la posguerra desarrolló su actividad profesional como abogado de prestigio, fundando en 1941, con su hermano Joaquín Garrigues (catedrático de Derecho Mercantil) el bufete de abogados "J&A Garrigues", actualmente denominado Garrigues, uno de los más importantes de España.

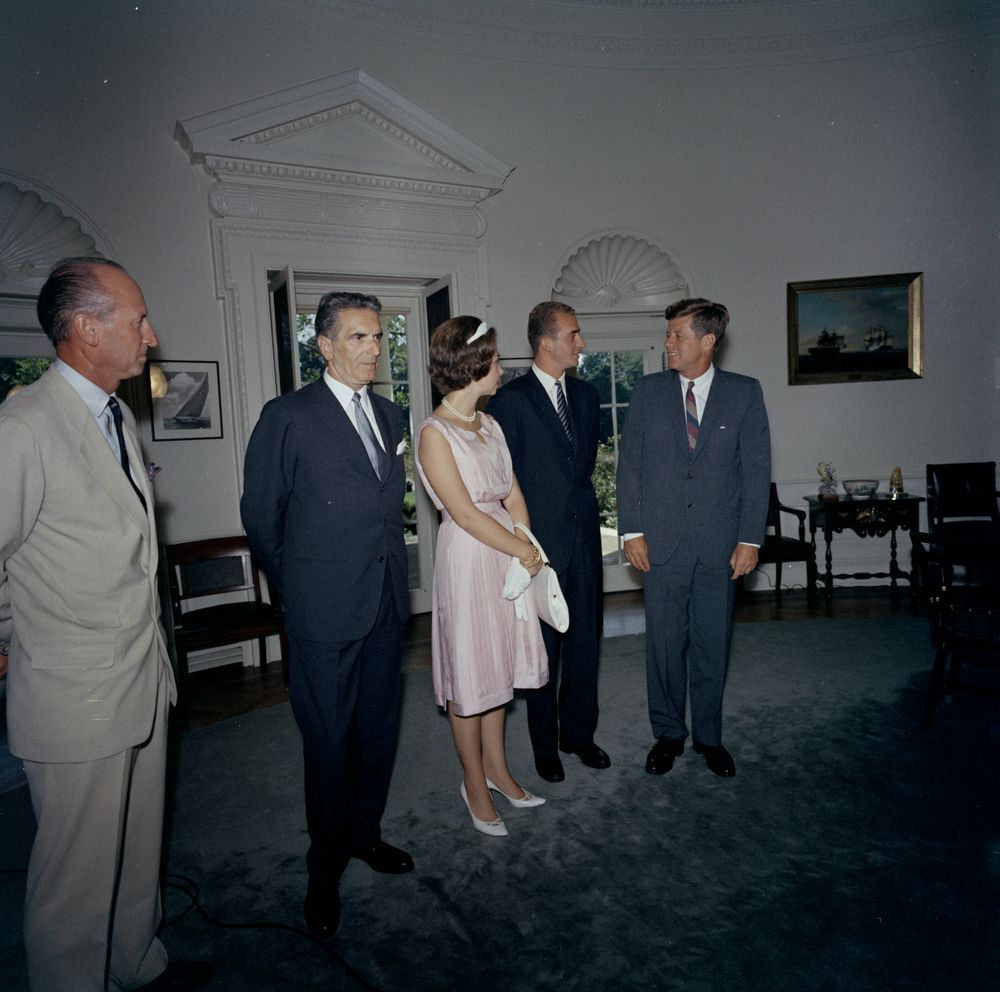
Fotografiado en agosto de 1962 junto a Juan Carlos de Borbón, Sofía de Grecia y John F. Kennedy.

El 5 de abril de 1962 fue nombrado embajador en los Estados Unidos. Fue muy valorado por la familia Kennedy. En 1964 fue nombrado embajador ante la Santa Sede, cesando en 1972. Regresó a España a principios de la década de 1970 y fue nombrado, en 1975, ministro de Justicia en el primer gobierno del reinado de Juan Carlos I, presidido por Carlos Arias Navarro, cargo público en calidad del cual fue procurador en las Cortes entre 1975 y 1976.
Fue además presidente de Citroën Hispania S.A., Eurofinsa, la Compañía de Seguros La Equitativa y la Sociedad Española de Radiodifusión (Cadena Ser), entre 1951 y 1990, salvo en los periodos 1961-1972 y en 1975.
Miembro de número de Real Academia de Ciencias Morales y Políticas. El monarca Juan Carlos I le concedió el título nobiliario de i marqués de Garrigues en enero de 2004, en la víspera de cumplir cien años de edad.

## Obras
- —— (1978). Diálogos conmigo mismo. Editorial Planeta.

## Reconocimientos
- Gran Cruz de la Orden de Isabel la Católica (1962)[8]
- Gran Cruz de la Real y Muy Distinguida Orden de Carlos III (1963)[9]
- Gran Cruz de la Orden de San Raimundo de Peñafort (1977)[10]
- Collar de la Orden de Isabel la Católica (1976)[11]